# Skáld-Helga rímur
Skáld-Helga rímur (Rimorna om Skald-Helge) är en isländsk rimacykel från 1400-talet. Dikten består av sju rimor, vilka bygger på en nu förlorad islänningasaga, Skáld-Helga saga, med handlingen förlagd till 1000-talets början. Varje rima inleds med en mansöngr.
Rimornas huvudperson är skalden Helge Tordsson (Helgi Þórðarson) som var hirdman hos Erik jarl och Olav den helige, sedan for till Rom och träffade påven samt till sist slog sig ner på Grönland där han slutade sina dagar som lagsagoman på Brattahlíð. Det bärande temat i rimorna är den passionerade kärleken mellan Helge och hans fästekvinna Torkatla (Þórkatla), som av ödet och människors ondska ständigt tvingades gå skilda vägar. Stroferna, som är avfattade på olika varianter av versmåttet ferskeytt, är ofta mycket sentimentala. Från och med fjärde riman, där Helge färdas till Grönland, tillkommer också skräckromantiska inslag. Redan under överfarten tvingas han i full storm nedkämpa en gengångare som tagit sig upp på skeppet. Grönland visar sig hysa ett rövarnäste lett av en häxa som utövar trolldom, hamnskifte och förgöring.
Författaren till Skáld-Helga rímur är okänd, men har troligen varit präst eller munk, vilket enligt Finnur Jónsson torde förklara varför Helge ofta framstår som mera blödsint och religiös än vad den historiske skalden kan förmodas ha varit.
Skáld-Helga rímur finns i ett flertal handskrifter; den äldsta i Staðarhólsbók (AM 604, 4to).